# Trepocarpus
Trepocarpus es un género de plantas de la familia de las apiáceas. Comprende 2 especies descritas

## Taxonomía
El género fue descrito por Nutt. ex DC. y publicado en Collection de mémoires 5: 56–57, pl. 14. 1829. La especie tipo es: Trepocarpus aethusae Nutt. ex DC.	

## Especies
A continuación se brinda un listado de las especies del género Trepocarpus aceptadas hasta septiembre de 2012, ordenadas alfabéticamente. Para cada una se indica el nombre binomial seguido del autor, abreviado según las convenciones y usos.
- Trepocarpus aethusae Nutt. ex DC.
- Trepocarpus brachycarpus DC.